# Karl Meiler
Karl Meiler (* 30. April 1949 in Erlangen; † 17. April 2014 in Augsburg) war ein deutscher Tennisspieler  und -trainer.

## Karriere
Karl Meiler führte zwischen 1974 und 1979 fünf Jahre die Deutsche Tennisrangliste als Nummer 1 an. In den 1970ern und Anfang der 1980er Jahre vertrat er zusammen mit Hans-Jürgen Pohmann und Jürgen Faßbender, später auch Uli Pinner das deutsche Tennis. Karl Meiler gewann vier ATP-Titel im Einzel, u. a. gegen Jimmy Connors 1974 in Omaha und gegen Guillermo Vilas 1972 in Buenos Aires. Des Weiteren erreichte er 14 ATP-Finale im Einzel. Bei den German Open erreichte er 1973 das Finale, unterlag jedoch dem US-Amerikaner Eddie Dibbs. Noch erfolgreicher war Karl Meiler mit 17 Titeln im Doppel, insbesondere mit Jürgen Faßbender und Wojciech Fibak. Mit Fibak gewann er 1976 die ATP-Doppel-Weltmeisterschaft in Kansas City. Außerdem spielte er 13 Jahre lang (1967–1979) für die deutsche Davis-Cup-Mannschaft. Karl Meiler war 1971 Mitgründer der Association of Tennis Professionals.
Von 1985 bis 1997 war Karl Meiler Bundestrainer und verantwortlich für den B-Kader. Dazu zählten unter anderem Michael Stich, Carl-Uwe Steeb, Bernd Karbacher, David Prinosil, Jens Knippschild und Rainer Schüttler. Anschließend war er als Privattrainer für deutsche und österreichische Tennisprofis tätig.
Karl Meiler starb an den Folgen eines Sturzes, der sich bereits im November 2013 in seinem Haus ereignet hatte. Er lag seitdem im Koma.

## Spielerstatistik

### Einzel

#### Turniersiege
| Nr. | Datum | Turnier                                    | Belag     | Finalgegner     | Ergebnis                |
| --- | ----- | ------------------------------------------ | --------- | --------------- | ----------------------- |
| 1.  | 1972  | ATP Buenos Aires                           | Sand      | Guillermo Vilas | 6:7, 2:6, 6:4, 6:4, 6:4 |
| 2.  | 1974  | Omaha Open                                 | Hartplatz | Jimmy Connors   | 6:3, 1:6, 6:1           |
| 3.  | 1974  | Calgary Indoor                             | Hartplatz | Byron Bertram   | 6:4, 3:6, 6:3           |
| 4.  | 1977  | Philippine International Tennis Tournament | Hartplatz | Manuel Orantes  | walkover                |

#### Finalteilnahmen
| Nr. | Datum | Turnier                                  | Belag     | Finalgegner         | Ergebnis                |
| --- | ----- | ---------------------------------------- | --------- | ------------------- | ----------------------- |
| 1.  | 1973  | ATP Memphis                              | Hartplatz | Jimmy Connors       | 6:7, 6:7, 3:6           |
| 2.  | 1973  | Berlin Open                              | Hartplatz | Hans-Jürgen Pohmann | 3:6, 6:3, 3:6, 3:6      |
| 3.  | 1973  | ATP Hamburg                              | Sand      | Eddie Dibbs         | 1:6, 6:3, 6:7, 3:6      |
| 4.  | 1974  | Roanoke International Tennis Tournament  | Hartplatz | Jimmy Connors       | 4:6, 3:6                |
| 5.  | 1974  | Arkansas International Tennis Tournament | Teppich   | Jimmy Connors       | 2:6, 1:6                |
| 6.  | 1974  | Tennis South Invitational                | Teppich   | Sandy Mayer         | 6:7, 5:7                |
| 7.  | 1974  | Equity Tournament Washington             | Hartplatz | Vijay Amritraj      | 4:6, 3:6                |
| 8.  | 1974  | Oslo Open                                | Hartplatz | Jeff Borowiak       | 3:6, 2:6                |
| 9.  | 1975  | Bahamas International                    | Hartplatz | Jimmy Connors       | 0:6, 2:6                |
| 10. | 1975  | ATP München                              | Sand      | Guillermo Vilas     | 6:2, 0:6, 2:6, 3:6      |
| 11. | 1975  | ATP Gstaad                               | Sand      | Ken Rosewall        | 4:6, 4:6, 3:6           |
| 12. | 1976  | ATP München                              | Sand      | Manuel Orantes      | 1:6, 4:6, 1:6           |
| 13. | 1977  | Brussels Outdoor                         | Sand      | Harold Solomon      | 5:7, 6:3, 6:2, 3:6, 4:6 |
| 14. | 1979  | ATP Florenz                              | Sand      | Raúl Ramírez        | 4:6, 6:1, 6:3, 5:7, 0:6 |

### Doppel

#### Turniersiege
| Nr. | Datum | Turnier                                  | Belag     | Partner          | Finalgegner                    | Ergebnis                |
| --- | ----- | ---------------------------------------- | --------- | ---------------- | ------------------------------ | ----------------------- |
| 1.  | 1974  | Omaha Open                               | Hartplatz | Jürgen Faßbender | Jim McManus Jim Osborne        | 6:2, 6:4                |
| 2.  | 1974  | Baltimore WCT                            | Teppich   | Jürgen Faßbender | Owen Davidson Clark Graebner   | 7:6, 7:5                |
| 3.  | 1974  | Arkansas International Tennis Tournament | Teppich   | Jürgen Faßbender | Vitas Gerulaitis Bob Hewitt    | 6:0, 6:2                |
| 4.  | 1974  | Calgary Indoor                           | Hartplatz | Jürgen Faßbender | Iván Molina Jairo Velasco Sr.  | 6:4, 6:4                |
| 5.  | 1974  | Tempe Open                               | Hartplatz | Jürgen Faßbender | Ian Fletcher Kim Warwick       | 4:6, 6:4, 7:5           |
| 6.  | 1974  | Oslo Open                                | Hartplatz | Haroon Rahim     | Jeff Borowiak Vitas Gerulaitis | 6:3, 6:2                |
| 7.  | 1975  | ATP Birmingham                           | Teppich   | Jürgen Faßbender | Colin Dowdeswell John Yuill    | 6:1, 3:6, 7:6           |
| 8.  | 1975  | Paris Masters                            | Hartplatz | Wojciech Fibak   | Ilie Năstase Tom Okker         | 6:4, 7:6                |
| 9.  | 1975  | Dewar Cup                                | Teppich   | Wojciech Fibak   | Jimmy Connors Ilie Năstase     | 6:1, 7:5                |
| 10. | 1976  | Nürnberg Open                            | Teppich   | Frew McMillan    | Colin Dowdeswell Paul Kronk    | 7:6, 6:4                |
| 11. | 1976  | Monte Carlo Masters                      | Sand      | Wojciech Fibak   | Björn Borg Guillermo Vilas     | 7:6, 6:1                |
| 12. | 1976  | World Doubles WCT                        | Teppich   | Wojciech Fibak   | Robert Lutz Stan Smith         | 6:3, 2:6, 3:6, 6:3, 6:4 |
| 13. | 1976  | Düsseldorf Grand Prix                    | Sand      | Wojciech Fibak   | Bob Carmichael Raymond Moore   | 6:4, 4:6, 6:4           |
| 14. | 1977  | ATP Hamburg                              | Sand      | Bob Hewitt       | Phil Dent Kim Warwick          | 3:6, 6:3, 6:4, 6:4      |
| 15. | 1977  | Düsseldorf Grand Prix                    | Sand      | Jürgen Faßbender | Paul Kronk Cliff Letcher       | 6:3, 6:3                |
| 16. | 1977  | ATP Gstaad                               | Sand      | Jürgen Faßbender | Colin Dowdeswell Bob Hewitt    | 6:4, 7:6                |
| 17. | 1979  | Lorraine Open                            | Hartplatz | Klaus Eberhard   | Robin Drysdale Andrew Jarrett  | 4:6, 7:6, 6:3           |

#### Finalteilnahmen
| Nr. | Datum | Turnier            | Belag     | Partner          | Finalgegner                         | Ergebnis      |
| --- | ----- | ------------------ | --------- | ---------------- | ----------------------------------- | ------------- |
| 1.  | 1972  | ATP Queen’s Club   | Rasen     | Jürgen Faßbender | Jim McManus Jim Osborne             | 6:3, 3:6, 5:7 |
| 2.  | 1975  | Hampton Grand Prix | Hartplatz | Jan Písecký      | Ian Crookenden Ian Fletcher         | 2:6, 7:6, 4:6 |
| 3.  | 1975  | ATP München        | Sand      | Milan Holeček    | Wojciech Fibak Jan Kodeš            | 5:7, 3:6      |
| 4.  | 1975  | ATP Barcelona      | Sand      | Wojciech Fibak   | Björn Borg Guillermo Vilas          | 6:3, 4:6, 3:6 |
| 5.  | 1976  | Atlanta Open       | Hartplatz | Wojciech Fibak   | John Alexander Phil Dent            | 3:6, 4:6      |
| 6.  | 1976  | Barcelona WCT      | Sand      | Wojciech Fibak   | Robert Lutz Ramsey Smith            | 3:6, 3:6      |
| 7.  | 1976  | ATP Nizza          | Sand      | Wojciech Fibak   | Patrice Dominguez François Jauffret | 4:6, 6:3, 3:6 |
| 8.  | 1978  | ATP Auckland       | Hartplatz | Rod Frawley      | Russell Simpson Chris Lewis         | 6:7, 1:6      |